# Rognes (Frankrijk)
Rognes is een gemeente in het Franse departement Bouches-du-Rhône (regio Provence-Alpes-Côte d'Azur). De plaats maakt deel uit van het arrondissement Aix-en-Provence. Rognes telde op 1 januari 2022 4.640 inwoners.

## Geschiedenis
Op vrijdag 11 juni 1909 werd de streek van Pélissanne getroffen door een zware aardbeving. In de gemeente vielen veertien doden.

## Geografie
De oppervlakte van Rognes bedroeg op 1 januari 2022 58,32 vierkante kilometer; de bevolkingsdichtheid was toen 79,6 inwoners per km².
De onderstaande kaart toont de ligging van Rognes met de belangrijkste infrastructuur en aangrenzende gemeenten.

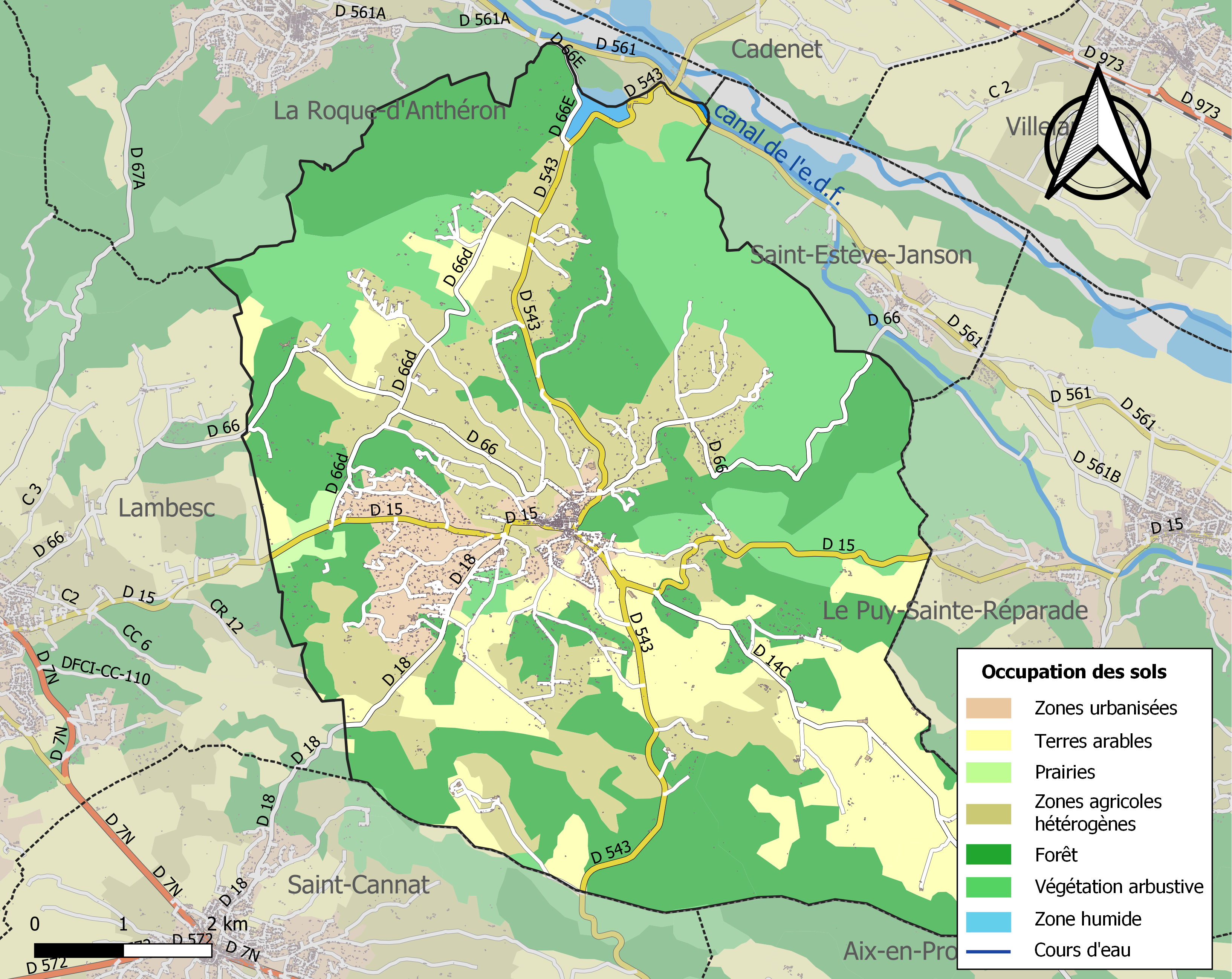

## Demografie
Onderstaande figuur toont het verloop van het inwonertal (bron: INSEE-tellingen).
Vanwege een beveiligingsprobleem met de MediaWiki Graph-software is het momenteel niet mogelijk deze grafiek weer te geven. Zodra de software is bijgewerkt zal de grafiek vanzelf weer zichtbaar worden.